# Stazione di De Vink
De Vink, è una stazione ferroviaria secondaria nella città di Leida, Paesi Bassi. È una stazione passante di superficie a quattro binari sulla linea ferroviaria Amsterdam-Rotterdam.